# Haplochernes
Haplochernes es un género de pseudoescorpiones perteneciente a la familia Chernetidae. Las especies del género se encuentran en Oceanía, el sudeste, el este y el sur de Asia y en las islas del este de África.

## Especies
En este género se han reconocido las siguientes especies:

- Haplochernes aterrimus Beier, 1948
- Haplochernes atrimanus (Kästner, 1927)
- Haplochernes boncicus (Karsch, 1881)
- Haplochernes boninensis Beier, 1957
- Haplochernes buxtoni (Kästner, 1927)
- Haplochernes dahli Beier, 1932
- Haplochernes ellenae Chamberlin, 1938
- Haplochernes funafutensis (With, 1907)
- Haplochernes hebridicus Beier, 1940
- Haplochernes insulanus Beier, 1957
- Haplochernes kraepelini (Tullgren, 1905)
- Haplochernes madagascariensis Beier, 1932
- Haplochernes nanus Mahnert, 1975
- Haplochernes norfolkensis Beier, 1976
- Haplochernes ramosus (L. Koch & Keyserling, 1885)
- Haplochernes warburgi (Tullgren, 1905)

### Publicación original
- Beier, 1932 : Pseudoscorpionidea II. Subord. C. Cheliferinea. Tierreich, vol. 58, p.1-294.